# Rio Alavenazor
O rio Alavenazor (em armênio: Աղավնաձորի գետ; romaniz.: Ałavnajori get) é um rio da província de Vaiose Zor, na Armênia. Começa nos contrafortes do sul das montanhas Carcatar e se funde com o rio Arpa à direita, acima da aldeia de Areni. Possui 16 quilômetros de extensão e uma área de drenagem de 24 quilômetros quadrados. Divide o planalto de Alavenazor em duas partes desiguais.